# Immadellana samba
Immadellana samba är en insektsart som beskrevs av Young 1986. Immadellana samba ingår i släktet Immadellana och familjen dvärgstritar. Inga underarter finns listade i Catalogue of Life.